# Циатус
Циатус, или бокальчик (лат. Cyathus), — род грибов из семейства Гнездовковые (Nidulariaceae).

## Описание
Плодовые тела молодого гриба округлой формы, а у зрелых грибов — широко-кубковидной формы с зубчатыми краями и однослойной эпифрагмой. Перидий имеет три слоя. Перидиоли многочисленны, крепятся к перидию шнуром и имеют линзовидную форму. Цвет перидиолей — чёрный или тёмно-коричневый.
Циатусы чаще произрастают на гниющей древесине и других растительных остатках, реже — на земле или навозе.

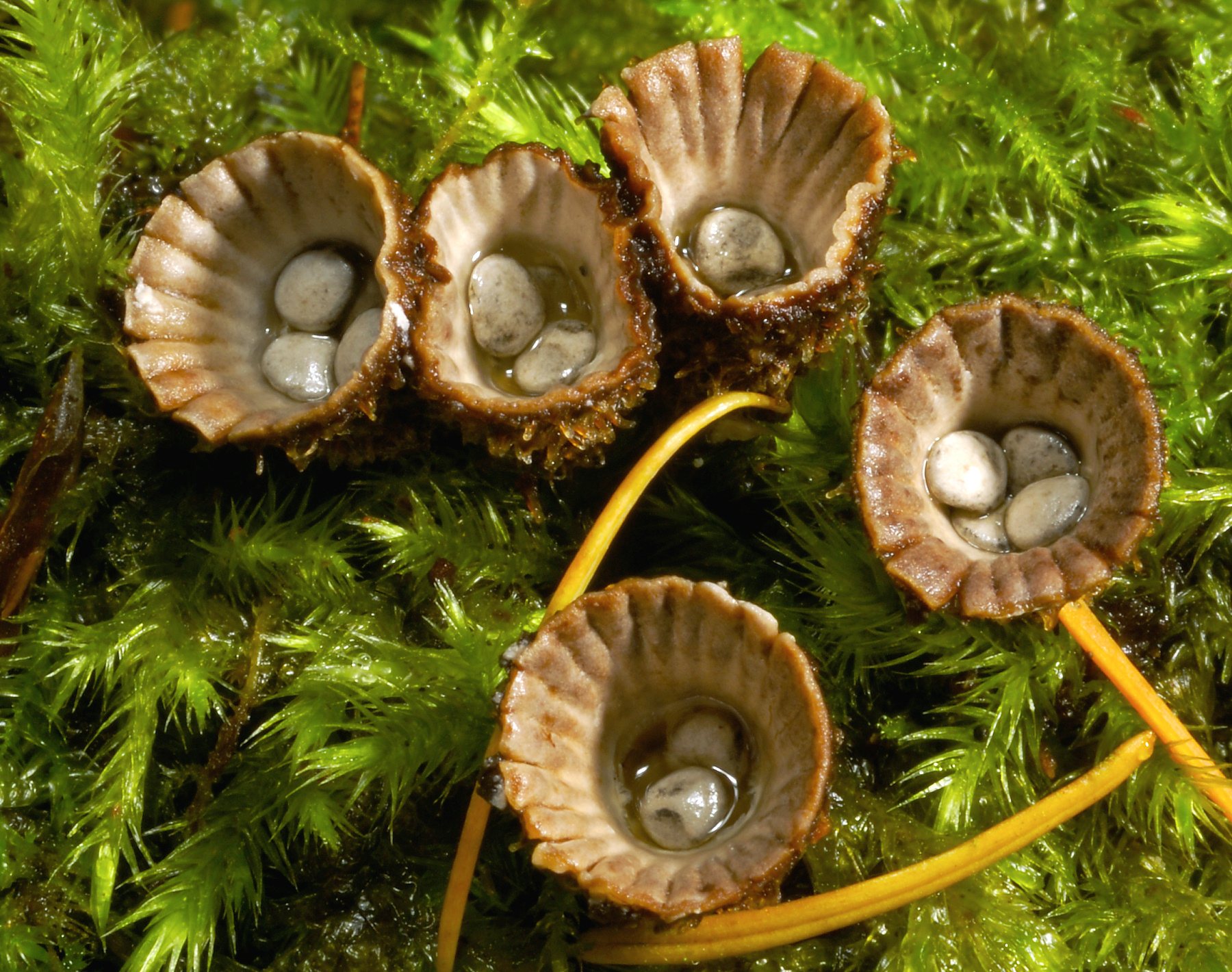
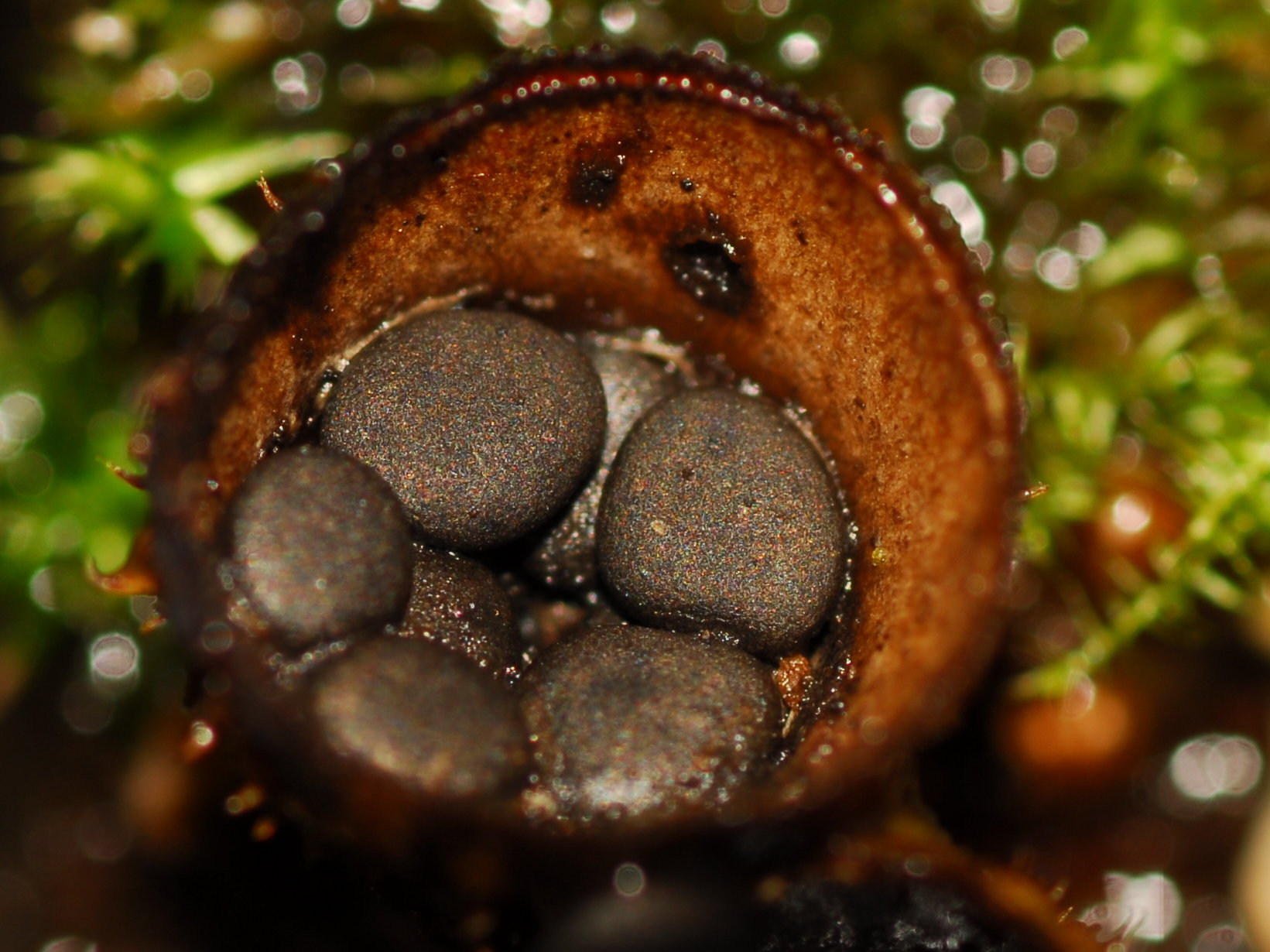
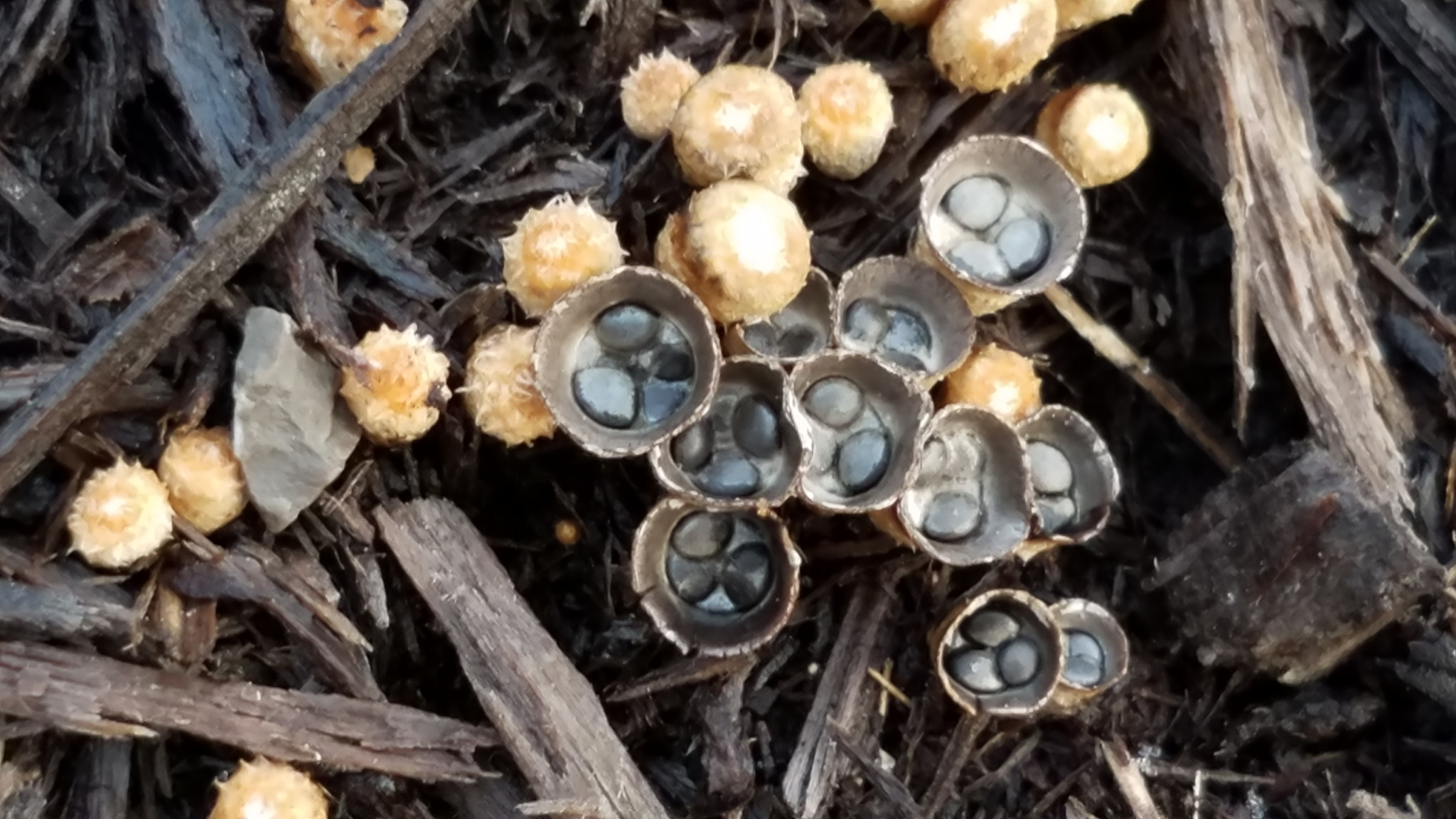

## Классификация
В род включают около 50 видов. В России произрастает около 40 видов.
Некоторые виды:
- Cyathus olla Pers. — Бокальчик Олла
- Cyathus striatus Pers. — Бокальчик полосатый
- Cyathus stercoreus (Schw.) de Toni — Бокальчик навозный